# Clientul (roman)
Clientul (în engleză The Client) este un roman polițist american scris de John Grisham, autor specializat în romane juridice, publicat în anul 1993. A devenit un bestseller internațional și a dat naștere filmului omonim lansat în 1994.

## Personaje principale
- Mark Sway
- Reggie Love: avocată, specializată în cauze pentru minori
- Barry „Lama” Muldanno: mafiot
- J. Roy „Reverendul” Foltrigg: Procuror General Federal din New Orleans
- Larry Trumann: agent FBI din New Orleans
- Jason McThune: agent FBI din Memphis
- Harry Roosevelt: judecător al Tribunalului pentru minori din Memphis
- Ricky Sway: fratele lui Mark
- Dianne Sway: mama lui Mark și Ricky

## Subiect
Mark Sway și fratele său mai mic sunt accidental martori la sinuciderea unui avocat din New Orleans care, înainte de a muri, îi dezvăluie micuțului Mark secretul uciderii unui senator. Aici începe coșmarul pentru familia Sway: frățiorul ajunge în stare de șoc, iar mama își pierde locul de muncă pentru a fi alături de el. Între timp, agenții FBI, sub comanda ambițiosului procuror Roy Foltrigg, încearcă să-l oblige pe Mark să mărturisească ceea ce i s-a spus, în timp ce mafia, condusă de teribilul Barry Muldanno, va încerca prin toate mijloacele să-l elimine pe copil. Ultimul bastion în apărarea micuțului Mark va fi o avocată îndrăzneață care va face totul pentru a-l salva din ceea ce pare a fi o situație fără scăpare.

## Adaptări
- Filmul Clientul, apărut în 1994 și regizat de Joel Schumacher, cu Susan Sarandon și Tommy Lee Jones în rolurile principale, este bazat pe acest roman.

## Traduceri în limba română
- Grisham, John; Clientul, Editura Rao, 1994[1]
- Grisham, John; Clientul, Editura Rao, 2000[2]
- Grisham, John; Clientul, Editura Rao, 2003[3]
- Grisham, John; Clientul, Editura Rao, 2007[4]
- Grisham, John; Clientul, Editura Rao, 2021[5]